# 永井氏

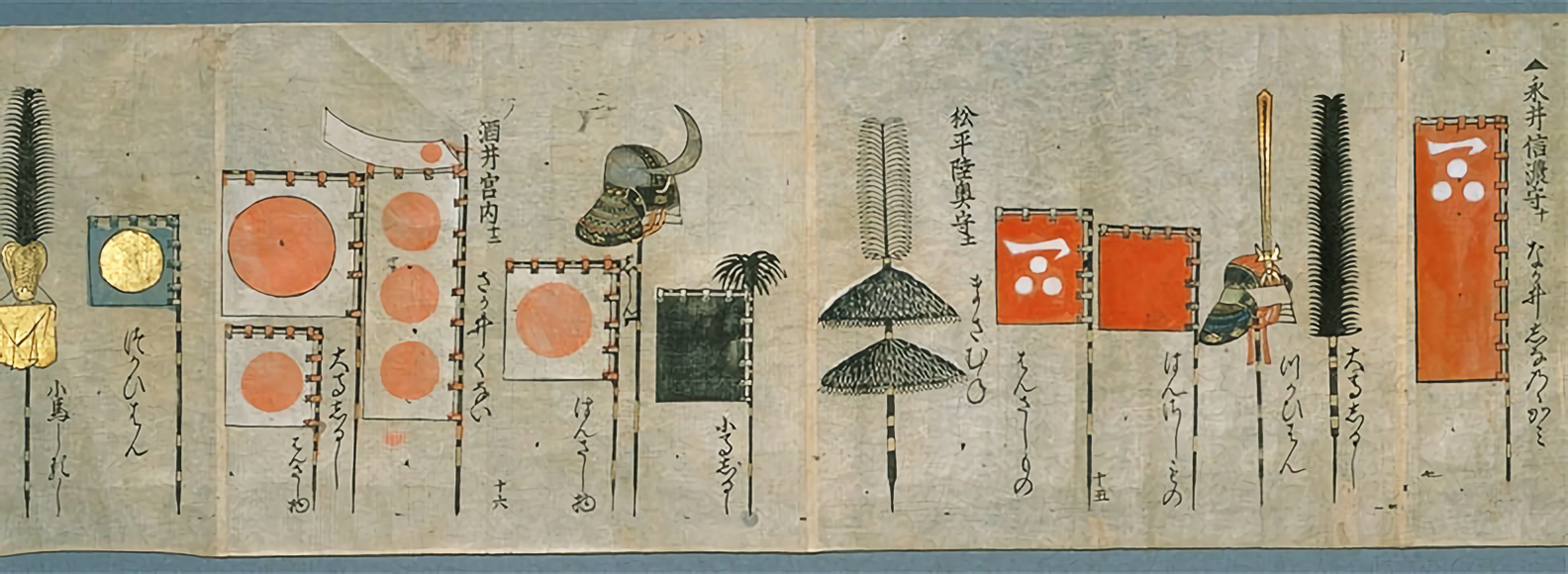
旗印、馬印（右、永井信濃守）

永井氏（ながいし）は、武家・華族だった日本の氏族。戦国時代に松平氏（徳川氏）に仕え、江戸時代には3家が譜代大名となり、明治維新後3家とも華族の子爵家に列した。

## 歴史
桓武平氏良兼流の致頼を祖とする長田氏の系統で、平安時代末期に主君源義朝を弑した長田忠致の兄である長田親致が永井氏の祖である。そのためもともとは長田姓であり、長田重元の代に三河国大浜に移住して松平広忠に仕えるようになった。
その息子直勝の代に、主君徳川家康の命により、主君を弑した忠致に繋がるとして、大江姓永井氏に改姓させられた。直勝は小牧・長久手の戦いにおいて池田恒興を討ち取る戦功をあげ、加増を繰り返され、元和8年（1622年）には下総国古河藩7万2000石を与えられ、その長男永井尚政も老中になったことで更に加増されて寛永10年（1633年）には山城国淀藩10万石を領した。
また直勝の次男である直清もこれと別に加増を繰り返され慶安2年（1649年）に摂津国高槻藩主3万6000石になり、永井宗家の支藩として廃藩置県まで存続した。
さらに尚政の子尚征は弟たちに分知を行い、うち尚庸への2万石の分知により支藩がもう一つ成立した（後に美濃国加納藩3万2000石となり、廃藩置県まで存続）。
分知を行ったことで永井宗家は知行を減らし、寛文8年（1668年）には丹後国宮津藩7万3600石に転封となったが、その息子尚長が嗣子のないまま延宝8年（1680年）に志摩鳥羽藩主内藤忠勝に刺殺されたことで永井宗家は改易となり、7万3600石の所領は没収された。しかし永井氏の旧功が惜しまれ、同年に尚長の弟・直圓に大和新庄藩1万石が与えられて再興が許された。以降永井宗家は1万石の小大名として廃藩置県まで存続した。直幹の代の文久3年（1863年）に新庄から南に3キロの櫛羅に陣屋を移して櫛羅藩となっている。
最後の櫛羅藩主永井直哉、最後の高槻藩主永井直諒、最後の加納藩主永井尚服は、明治2年（1869年）の版籍奉還で華族に列するとともに藩知事に転じ、明治4年（1871年）の廃藩置県まで藩知事を務めた。明治17年（1884年）の華族令の施行で華族が五爵制になると、旧大名の永井家3家はいずれも旧小藩知事として子爵家に列せられた。
加納永井子爵家の永井尚敏子爵は明治30年以来貴族院の子爵議員に四回当選して務めた。
また、幕末期に将軍・徳川慶喜に付き従い活躍し、明治政府の元で開拓使御用係、左院小議官、元老院権大書記官などを務めた永井尚志は分家の旗本家の出身である。永井荷風らを輩出した尾張国の豪農永井家は安土桃山時代の頃に分かれた分家にあたる。

### 信濃町の由来
現在の東京都新宿区の「信濃町」の町名の由来は永井家である。同町に永井一族の信濃守永井家宗家および高槻藩主永井家が共に江戸下屋敷を構えていたことによるものである。

## 家紋
一族の家紋として「一文字三星」を使用している。永井家の家紋には梨紋の「丸に梨の切り口」は加納藩主永井家などが主だって使用している。鉄線紋の「永井鉄線」は3代将軍徳川家光より拝領した家紋で、高槻藩主永井家のみ特別に使用が許された。

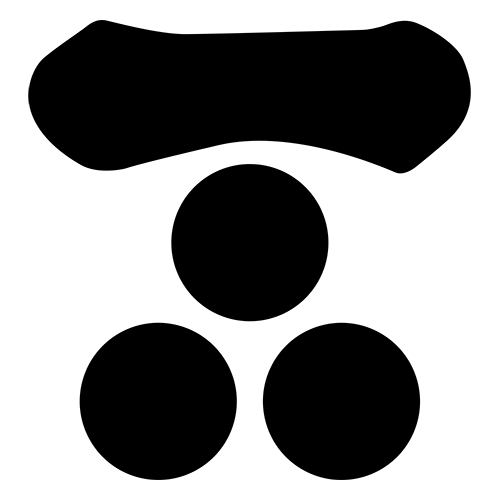
一文字三星（永井一族）
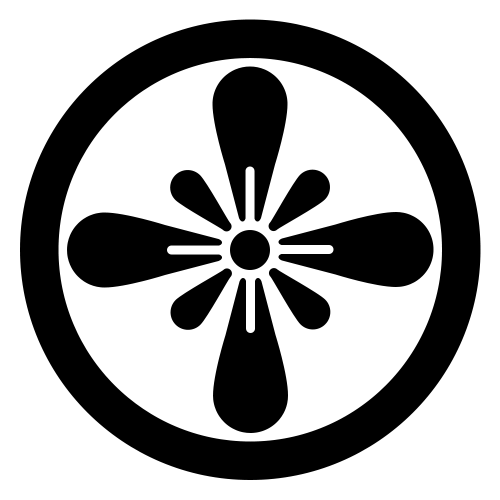
丸に梨の切り口(加納藩主永井家ほか)
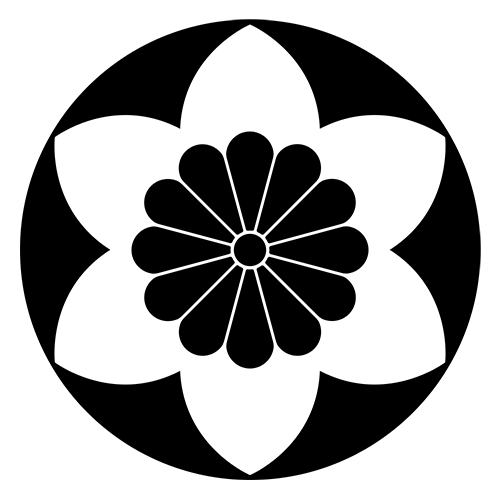
永井鉄線(高槻藩主永井家)

## 主な一族

### 永井家宗家
大和櫛羅藩主（または大和新庄藩）の永井家は家格上の宗家にあたる。爵位は子爵。

### 尚庸流永井家
美濃加納藩主などを務めた一族。近代の爵位は子爵。

### 直清流永井家
摂津高槻藩主を一貫して幕末まで務めた家。爵位は子爵。

### 鳴尾永井家
尾張国（尾張藩）で苗字帯刀を許された豪農として続いた家。近代に永井荷風を初め、官僚・政治家・文人など多彩な人士を輩出した。

## 社寺

### 功運寺
東京都中野区の曹洞宗の寺院。櫛羅藩主永井家および加納藩主永井家の菩提寺である。

### 清光院
東京都品川区の臨済宗大徳寺派の寺院。高槻藩主永井家の菩提寺である。

### 永井神社
大阪府高槻市の野見神社の摂末社として鎮座する。高槻市指定文化財に指定されている社殿や永井神社唐門が現存する。

### 悲田院
京都府京都市東山区の泉涌寺の塔頭のひとつ。寺紋に永井鉄線が使用されている。高槻藩主永井家と関わりを持つ。

### 有楽稲荷神社
東京都千代田区の有楽町駅西口に鎮座する『有楽稲荷神社』は、1859年に高槻藩主永井直輝が高槻藩上屋敷に創立した神社。